# Кушуль Семіта Ісааківна
Семіта Ісааківна Кушуль (1 (14) квітня 1906, Євпаторія — 11 грудня 1996, Євпаторія) — караїмознавиця, збирачка матеріальної й духовної спадщини караїмського народу, перша лауреатка премії ім. І. І. Казаса, що присуджується кримським фондом культури за видатні заслуги у розвитку культури свого народу.

## Життєпис
Народилася в Євпаторії у квітні 1906 року в караїмській сім'ї. Батько — Ісаак Самойлович Кушуль (1865-1943), син караїмського вчителя, був громадським діячем в Євпаторії та членом Кримського союзу РСДРП. Мати — Ганна Гелеловна Кушуль, до шлюбу Азар'євич (1872-1911). Дядько — Арон Самойлович Кушуль (1870-1936), міський лікар в Балаклаві, керівник Балаклавського відділення Всеросійської Ліги для боротьби з туберкульозом і редактор газети «Балаклавський курортний листок». Старший брат — Авраам Ісаакович Кушуль (1900-2002, Сюрен), воював в Добровольчій армії, емігрував до Франції в 1920 році. Також мала братів Мойсея (помер 22 серпня 1924), Семена і сестру Сару (в шлюбі Кіскачі).
Освіта — незакінчена вища, бухгалтерка Євпаторійського винзаводу за професією. Авторка ряду цікавих робіт і публікацій, в тому числі про археолога Авраама Фірковича. Вона боролася проти фальсифікацій історії караїмів та опікувалася реабілітацією імені вченого. Спілкувалася з С. М. Шапшалом, М. О. Баскаковим, Б. Я. Кокенаєм і багатьма іншими караїмськими діячами. Зібрані Кокенаєм і Кушуль цінні караїмські та раббанітські рукописи складають окремий фонд, що зберігається у відділі рукописів Вільнюського університету в Литві. Іменем Семіти Кушуль названий караїмський музей в Євпаторії, діяльний при кенасі.
Будинок Семіти був своєрідним науковим центром, національним клубом, бібліотекою і музеєм кримських караїмів. Майже весь час вона жила в Євпаторії на Просмушкіних, 17. 10 серпня 1996 була відкрита перша виставка цієї колекції. Накопичені матеріали Кушуль передала Євпаторійському національно-культурному товариству.
11 грудня 1996 року Семіта Ісааківна пішла на базар, але по дорозі їй стало погано. У неї вистачило сил повернутися. Їй було 90 років. Остання праця «Шукайте в Біблії», про тенденційність у питанні етносу кримських караїмів, датована 9 грудня 1996.